# Juan Carlos Mareco
Juan Carlos Mareco, o "Pinocho" (Carmelo, Colonia, 20 de gener de 1926 - Buenos Aires, 8 d'octubre de 2009), va ser un conductor de ràdio i televisió, comediant, cantant, escriptor, compositor i actor uruguaià radicat a l'Argentina. Va guanyar vuit Premis Martín Fierro. Va fer famosa l'expressió còmica «azul quedó».

## Biografia
Fill de Juan Carlos Mareco Arbeleche i Maruja Iturburúa de Córdoba, després de finalitzar els seus estudis secundaris en aquesta ciutat, va obtenir una beca per a estudiar advocacia en Montevideo, on va conèixer a la seva futura esposa, María del Carmen Irazábal.
En la capital uruguaiana es va fer notar per les seves condicions de comediant i imitador, per la qual cosa va ser convidat a integrar la Troupe Ateniense, una companyia teatral integrada per estudiants que dirigia Ramón El Loro Collazo. Després va ser contractat per Radio Carve, on l'humorista i escriptor uruguaià Wimpi (1906-1956) li va posar el sobrenom artístic de «Pinocho»:
| «                    | Continuï estudiant [em va dir Wimpi] Però busquem un pseudònim perquè a més pugui treballar en la ràdio! Pseudònim d'animaló no serveix: a Buenos Aires ja està Pepe Iglesias, El Zorro. Pensem en Pinocho, el ninot de fusta, sense veu, fabricat per Gepetto. Suposem que, per a tenir veu, Pinotxo li roba l'ànima a una calandria (la calandria és un ocell sense cant propi, que imita a altres ocells)... Va ser així, amb aquesta al·legoria tan wimpeana, que vaig començar les meves imitacions anomenant-me Pinocho. | » |
| — Juan Carlos Mareco | |   |

Inicià la seva carrera en 1943 debutant al teatre Dieciocho de Julio (de Montevideo), on va encapçalar la seva pròpia companyia amb l'obra de Wimpi El hombre más lindo del mundo. En 1949 va integrar el repartiment d'una producció uruguaiana dirigida per Adolfo L. Fabregat dita Detective a contramano.
Després va viatjar amb la seva família a Buenos Aires on va continuar amb la seva carrera, però continuava estudiant Dret a Montevideo i va filmar un any després El otro yo de Marcela, on va destacar, igual que a ¡Arriba el telón!, a principis dels anys cinquanta. El seu primer protagonista en cinema el va tenir en 1954 a Su seguro servidor, a més va conduir el programa Gran Hotel Panamá a Canal 7, oportunitat en que popularitzà l'expressió «azul quedó», títol d'una cançó que interpretava.
Uns altres dels seus programes més populars van ser La galera, on va tenir un gran èxit interactuant amb el Topo Gigio el ninot creat per Maria Perego, Casino Phillips, Cordialmente, Pinocheando i El show de Pinocho. En 1957 va encapçalar al Teatro Cómico Canallita pero simpático, de Germán Ziclis, que va ser considerada un dels seus millors treballs en aquest mitjà.
Filmant Una americana en Buenos Aires, actuà junt amb Amelia Bence a Maribel y la extraña familia, dirigits per Cecilio Madanes als teatres Odeón i El Nacional. Va intervenir en temporades de revista, ràdio i televisió.
Va treballar a Espanya entre 1962 i 1965, on va estar al capdavant d'un programa en TVE, circumstàncies en les quals va entaular amistat amb Joan Manuel Serrat i va ser qui, segons reconeix el cantautor, li va suggerir començar a cantar en castellà. A principis dels anys setanta va treballar en Israel.
En 1974 va ser designat com a interventor de Canal 9, on va romandre tres mesos. Durant els pitjors anys de la dictadura (1976-1983) se li va prohibir treballar, retornant en 1979 a la TV argentina en Canal 11, on va conduir Tango y goles. En 1982 va reaparèixer amb un altre èxit seu de ràdio i televisió: Cordialmente.
En l'estiu de 1983 al costat de l'artista i comunicador Roberto Lamaison, va realitzar intervencions diàries per AM 1560 Radio Maldonado, a Punta del Este (Uruguai).
Destacà com a compositor musical: A una novia, és la cançó seva més destacada en l'ambient folklòric, i va fer incursions en altres gèneres, com a cantant de la Jazz Casino Orquestra dirigida per Tito Alberti, amb la qual va gravar dos àlbums.

## Premis
A més d'haver rebut vuit premis Martín Fierro, en 1969 va guanyar el premi Ondas d'Espanya i en 1979 li van lliurar la Palma de Hollywood a Los Angeles (Estats Units).

## Vida íntima
Va tenir diverses parelles en la seva vida: Lolita Torres, Miriam Sucre (1920-2011), en 1966, i Ana María Picchio, entre d'altres.
EVa estar casat amb María del Carmen Irazábal, amb qui va tenir alguns fills: Mariela, Gonzalo i María del Rosario.
Entre 1963 i 1970 va estar casat amb la vedette i actriu Mariquita Gallegos.
Entre 1973 i 1975 va viure amb la locutora Leonor Ferrara (c. 1944-2013)
Des de 1975 va conviure amb Elena Luisa Galtieri, amb qui es va casar en 1988 i va viure fins a la seva mort, el 8 d'octubre de 2009, als 83 anys.
Des de finalitats de 2008 havia hagut de ser internat en un geriàtric degut a problemes neurològics (encara que no patia la malaltia d'Alzheimer, com es va difondre).
Les seves restes van ser inhumades al Jardín de la Paz a Pilar (província de Buenos Aires).
Va tenir alguns nets: Santiago, Pilar, Juan, Paula, Mariano, Martín, Rafaela, José María i Paloma, i sis besnets.

## Llegat
Des de la seva actuació còmica, va fer famosa l'expressió «azul quedó», arran d'una cançó del mateix títol composta per Wimpi que ell mateix cantava, i que després seria versionada també per altres artistes com la Mona Jiménez. Va cantar amb la Jazz Casino Orquestra dirigida per Tito Alberti i va gravar dos àlbums musicals.

## Llibres
- Y tengo una ilusión (poesia). Buenos Aires: Vergara, 1987.

Com a poeta, també va escriure les lletres dels tangos Farolero, De qué te quejás, Yo quiero un tango i Despedida. La seva cançó (en coautoria amb Alfredo Alfonso) A una novia (la Luna que es caprichosa), interpretada inicialment per ell mateix, va gaudir de gran popularitat i es va instal·lar en el cancioner folklòric argentí.

## Discografia
- ????: "Único" - MUSIC HALL

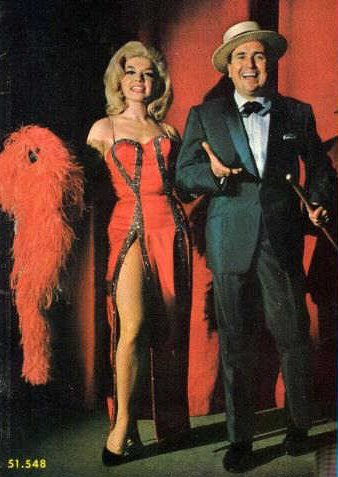
Mariquita Gallegos smb Juan Carlos Mareco, en l'època d' Otras pinochadas.

- ????: "Dolores tengo / Azul quedo" (Simple) - MUSIC HALL
- ????: "Se largó la Maribela / El changú" (Simple) - MUSIC HALL
- ????: "Zamba para mi hijo / Cueca del papelón" (Simple) - MUSIC HALL
- ????: "Juan Carlos Mareco "Pinocho" canta sus éxitos - Vol.2" (EP) - MUSIC HALL
- ????: "El show de Pinocho" (Simple) - INTERBAS
- ????: "Pinochadas" - DIAPASON
- 1965: "Pinochadas" (Simple) - Junt a Mariquita Gallegos - BELTER
- 1965: "Otras pinochadas" (Simple) - Junt a Mariquita Gallegos - BELTER
- 1965: "Juan Carlos Mareco Pinocho" (EP) - BELTER
- 1967: "A mis queridos amiguitos" (EP) - Junt al Topo Gigio - POLYGRAM
- ????: "Mi despedida / Vals del adiós" (Simple) - Junt al Topo Gigio - POLYGRAM
- ????: "Feliz cumpleaños / Mamita querida" (Simple) - DIAPASON

## Filmografia a Uruguai
- 1949: Detective a contramano.

## Filmografia a Argentina
- 1950: El otro yo de Marcela
- 1951: ¡Qué hermanita!
- 1951: El patio de la morocha
- 1954: Su seguro servidor
- 1961: Una americana en Buenos Aires
- 1966: Una ventana al éxito
- 1967: La cigarra está que arde

## Filmografia a Espanya
- 1965: Búsqueme a esa chica
- 1966: El mago de los sueños
- 1966: Algunas lecciones de amor